# Roman Virastjuk
Roman Virastjuk (in ucraino Роман Вірастюк?; Ivano-Frankivs'k, 20 aprile 1968 – Kiev, 27 luglio 2019) è stato un pesista ucraino.

## Biografia
In carriera vinse un bronzo ai Campionati europei di Helsinki 1994. In precedenza aveva ricevuto una squalifica di due anni per doping, nel 1991.
Virastjuk è deceduto nel luglio 2019, in seguito a un'operazione al cuore non riuscita.

## Palmarès
| Anno | Manifestazione           | Sede        | Evento         | Risultato | Prestazione | Note |
| ---- | ------------------------ | ----------- | -------------- | --------- | ----------- | ---- |
| 1994 | Europei indoor           | Parigi      | Getto del peso | 11º       | 18,70 m     |      |
| 1994 | Europei                  | Helsinki    | Getto del peso | Bronzo    | 19,59 m     |      |
| 1995 | Mondiali                 | Göteborg    | Getto del peso | 7º        | 19,66 m     |      |
| 1995 | Giochi mondiali militari | Roma        | Getto del peso | Argento   | 18,73 m     |      |
| 1996 | Giochi olimpici          | Atlanta     | Getto del peso | 6º        | 20,45 m     |      |
| 1997 | Mondiali                 | Atene       | Getto del peso | 6º        | 20,12 m     |      |
| 1998 | Europei indoor           | Valencia    | Getto del peso | 5º        | 20,19 m     |      |
| 1999 | Giochi mondiali militari | Zagabria    | Getto del peso | Argento   | 19,90 m     |      |
| 2000 | Europei indoor           | Gand        | Getto del peso | 5º        | 20,01 m     |      |
| 2000 | Giochi olimpici          | Sydney      | Getto del peso | 20º       | 19,27 m     |      |
| 2001 | Mondiali indoor          | Lisbona     | Getto del peso | 12º       | 19,55 m     |      |
| 2002 | Europei                  | Monaco      | Getto del peso | 9º        | 19,52 m     |      |
| 2003 | Mondiali                 | Saint-Denis | Getto del peso | 9º        | 19,61 m     |      |
| 2003 | Giochi mondiali militari | Catania     | Getto del peso | Argento   | 19,30 m     |      |
| 2004 | Giochi olimpici          | Atene       | Getto del peso | 35º       | 18,52 m     |      |